# Forn de calç de Pont de Molins
El Forn de calç és una obra de Pont de Molins (Alt Empordà) inclosa a l'Inventari del Patrimoni Arquitectònic de Catalunya. Situat al sud del nucli urbà de la població de Pont de Molins, al paratge de la Costa del Pont, pel carrer o camí dels Forns, a ponent del barri del Pont.

## Descripció
Estructura de planta més o menys rectangular bastida aprofitant un gran talús format al terreny de la zona. Presenta, a la part inferior del parament, una volta rebaixada bastida amb maons disposats a pla, que es recolza als murs laterals fets de pedra. A l'interior presenta una altra volta rebaixada més petita, bastida en pedra i maons, amb el parament exterior arrebossat. Compta amb dues petites obertures, una rectangular i l'altra irregular amb els emmarcaments de ferro. És probable que es tracti d'una reforma posterior a la construcció original.
El forn està bastit en pedra sense treballar, disposada irregularment i lligada amb abundant morter de calç que alhora revesteix els paraments exteriors.

## Història
Segons el fons documental del COAC, el forn de calç correspon a una construcció industrial del segle xix.